# Пи-теорема
Пи-теорема ({\displaystyle \Pi }-теорема, {\displaystyle \pi }-теорема) — основополагающая теорема анализа размерностей. Теорема утверждает, что если имеется зависимость между {\displaystyle n} физическими величинами, не меняющая своего вида при изменении масштабов единиц в некотором классе систем единиц, то она эквивалентна зависимости между, вообще говоря, меньшим числом {\displaystyle p=n-k} безразмерных величин, где {\displaystyle k} — наибольшее число величин с независимыми размерностями среди исходных {\displaystyle n} величин. Пи-теорема позволяет установить общую структуру зависимости, вытекающую только лишь из требования инвариантности физической зависимости при изменении масштабов единиц, даже если конкретный вид зависимости между исходными величинами неизвестен.

## Варианты названия
В русскоязычной литературе по теории размерностей и моделированию обычно используется название пи-теорема ({\displaystyle \Pi }-теорема, {\displaystyle \pi }-теорема), происходящее от традиционного обозначения безразмерных комбинаций с помощью (прописной или строчной) греческой буквы «пи». В англоязычной литературе теорему обычно связывают с именем Эдгара Букингема, а во франкоязычной — с именем Эме Ваши́.

## Историческая справка
По-видимому, впервые пи-теорема была доказана Ж. Бертраном в 1878 году. Бертран рассматривает частные примеры задач из электродинамики и теории теплопроводности, однако его изложение содержит в отчётливом виде все основные идеи современного доказательства пи-теоремы, а также ясное указание на применение пи-теоремы для моделирования физических явлений. Широкую известность методика применения пи-теоремы (англ. the method of dimensions) получила благодаря работам Рэлея (первое применение пи-теоремы в общем виде к зависимости падения давления в трубопроводе от определяющих параметров относится, вероятно, к 1892 году, эвристическое доказательство с использованием разложения в степенной ряд — к 1894 году).
Формальное обобщение пи-теоремы на случай произвольного числа величин было впервые сформулировано Ваши́ в 1892 году, а позже и, по-видимому, независимо — А. Федерманом, Д. Рябушинским в 1911 году и Бакингемом в 1914 году.
Впоследствии пи-теорема обобщена Германом Вейлем в 1926 году.

## Формулировка теоремы
Для простоты ниже приводится формулировка для положительных величин {\displaystyle q_{i}}.
Предположим, что имеется зависимость между {\displaystyle n} физическими величинами {\displaystyle q_{1}}, {\displaystyle q_{2}}, {\displaystyle \ldots }, {\displaystyle q_{n}}:
{\displaystyle f(q_{1},q_{2},\ldots ,q_{n})=0,}
вид которой не меняется при изменении масштабов единиц в выбранном классе систем единиц (например, если используется класс систем единиц LMT, то вид функции {\displaystyle f} не меняется при любых изменениях эталонов длины, времени и массы, скажем, при переходе от измерений в килограммах, метрах и секундах к измерениям в фунтах, дюймах и часах).
Выберем среди аргументов функции наибольшую совокупность величин с независимыми размерностями (такой выбор можно, вообще говоря, производить различными способами). Тогда если число величин с независимыми размерностями обозначено {\displaystyle k} и они занумерованы индексами {\displaystyle 1}, {\displaystyle 2}, {\displaystyle \ldots }, {\displaystyle k} (в противном случае их можно перенумеровать), то исходная зависимость {\displaystyle f} эквивалентна зависимости между {\displaystyle p=n-k} безразмерными величинами {\displaystyle \pi _{1}}, {\displaystyle \pi _{2}}, {\displaystyle \ldots }, {\displaystyle \pi _{p}}:
{\displaystyle F(\pi _{1},\pi _{2},\ldots ,\pi _{p})=0,}
где {\displaystyle \pi _{p}} — безразмерные комбинации, полученные из оставшихся исходных величин {\displaystyle q_{k+1}}, {\displaystyle q_{k+2}}, {\displaystyle \ldots }, {\displaystyle q_{n}} делением на выбранные величины в соответствующих степенях:
{\displaystyle \pi _{1}={\frac {q_{k+1}}{q_{1}^{a}\cdot q_{2}^{b}\cdot \ldots \cdot q_{k}^{z}}},}
{\displaystyle \vdots }
{\displaystyle \pi _{p}={\frac {q_{n}}{q_{1}^{A}\cdot q_{2}^{B}\cdot \ldots \cdot q_{k}^{Z}}}}
(безразмерные комбинации всегда существуют потому, что {\displaystyle q_{1}}, {\displaystyle q_{2}}, {\displaystyle \ldots }, {\displaystyle q_{k}} — совокупность размерно-независимых величин наибольшего размера, и при добавлении к ним ещё одной величины получается совокупность с зависимыми размерностями).

## Доказательство
Доказательство пи-теоремы очень простое. Исходную зависимость {\displaystyle f} между {\displaystyle q_{1}}, {\displaystyle q_{2}}, {\displaystyle \ldots }, {\displaystyle q_{n}} можно рассматривать как некоторую зависимость между {\displaystyle q_{1}}, {\displaystyle q_{2}}, {\displaystyle \ldots }, {\displaystyle q_{k}} и {\displaystyle \pi _{1}}, {\displaystyle \pi _{2}}, {\displaystyle \ldots }, {\displaystyle \pi _{p}}:
{\displaystyle \Phi (q_{1},q_{2},\ldots ,q_{k},\pi _{1},\pi _{2},\ldots ,\pi _{p})=0,}
причём вид функции {\displaystyle \Phi } также не меняется при изменении масштабов единиц. В силу размерной независимости величин {\displaystyle q_{1}}, {\displaystyle q_{2}}, {\displaystyle \ldots }, {\displaystyle q_{k}} всегда можно выбрать такой масштаб единиц, что эти величины станут равными единице, в то время как {\displaystyle \pi _{1}}, {\displaystyle \pi _{2}}, {\displaystyle \ldots }, {\displaystyle \pi _{p}}, будучи безразмерными комбинациями, своих значений не изменят, поэтому при так выбранном масштабе единиц, а значит, в силу инвариантности, и в любой системе единиц, функция {\displaystyle \Phi } фактически зависит только от {\displaystyle \pi _{p}}:
{\displaystyle \Phi (1,1,\ldots ,1,\pi _{1},\pi _{2},\ldots ,\pi _{p})\equiv H(\pi _{1},\pi _{2},\ldots ,\pi _{p})=0.}

## Частные случаи

### Применение к уравнению, разрешенному относительно одной величины
Часто используется вариант пи-теоремы для функциональной зависимости одной физической величины {\displaystyle q} от нескольких других {\displaystyle q_{1}}, {\displaystyle q_{2}}, {\displaystyle \ldots }, {\displaystyle q_{n}}:
{\displaystyle q=f(q_{1},q_{2},\ldots ,q_{n}).}
В этом случае пи-теорема утверждает, что зависимость эквивалентна связи
{\displaystyle \pi =F(\pi _{1},\pi _{2},\ldots ,\pi _{p}),}
где
{\displaystyle \pi ={\frac {q}{q_{1}^{\alpha }\cdot q_{2}^{\beta }\cdot \ldots \cdot q_{k}^{\omega }}},}
а {\displaystyle \pi _{i}} определяются так же, как и выше.

### Случай, когда пи-теорема даёт вид зависимости с точностью до множителя
В одном важном частном случае, когда в зависимости
{\displaystyle q=f(q_{1},q_{2},\ldots ,q_{n})}
все аргументы имеют независимые размерности, применение пи-теоремы даёт
{\displaystyle \pi ={\frac {q}{q_{1}^{\alpha }\cdot q_{2}^{\beta }\cdot \ldots \cdot q_{k}^{\omega }}}={\text{const}},}
то есть вид функциональной зависимости определяется с точностью до константы. Значение константы методами теории размерностей не определяется, и для её нахождения нужно использовать экспериментальные или другие теоретические методы.

## Замечания о применении пи-теоремы
- Выбор аргументов с независимыми размерностями, вообще говоря, можно делать различными способами, в результате чего при применении пи-теоремы формально могут получаться разные выражения. Однако на самом деле получающиеся результаты эквивалентны, и из одной формы записи можно получить другую путём перехода к комбинациям безразмерных параметров.
- В формулировке пи-теоремы требование инвариантности зависимости является важным. Если, например, при работе в Международной системе единиц (СИ) в эксперименте была получена зависимость пути {\displaystyle s}, пройденного падающим телом, от времени {\displaystyle t}

{\displaystyle s={\frac {9{,}81\cdot t^{2}}{2}},}
то в таком виде она не удовлетворяет условиям пи-теоремы.

## Применение пи-теоремы для физического моделирования
Пи-теорема применяется для физического моделирования различных явлений в аэродинамике, гидродинамике, теории упругости, теории колебаний.
Моделирование основано на том, что если для двух природных процессов («модельного» и «натурного», например, для потока воздуха вокруг модели самолёта в аэродинамической трубе и потока воздуха вокруг реального самолёта) безразмерные аргументы (их называют критерии подобия) в зависимости
{\displaystyle \pi =F(\pi _{1},\pi _{2},\ldots ,\pi _{p})}
совпадают, что может быть осуществлено за счёт специального выбора параметров «модельного» объекта, то и безразмерные значения функции {\displaystyle \pi } также совпадают. Это позволяет «пересчитывать» размерные экспериментальные значения параметров от «модельного» объекта к «натурному», даже если вид функции {\displaystyle F} неизвестен. Если совпадения всех критериев подобия для «модельного» и «натурного» объектов достичь невозможно, то часто прибегают к приближённому моделированию, когда достигается подобие только по критериям, отражающим влияние наиболее существенных факторов, тогда как влияние второстепенных факторов учитывается приближённо на основе дополнительных соображений (не следующих из теории размерностей).

## Примеры применения пи-теоремы
Частота колебаний колокола
Излучение звука колоколом происходит в результате его собственных колебаний, которые могут описываться в рамках линейной теории упругости. Частота {\displaystyle f} издаваемого звука зависит от плотности {\displaystyle \rho }, модуля Юнга {\displaystyle E} и коэффициента Пуассона {\displaystyle \nu } металла, из которого сделан колокол, и от конечного числа геометрических размеров {\displaystyle l_{1}}, {\displaystyle l_{2}}, {\displaystyle \ldots }, {\displaystyle l_{N}} колокола:
{\displaystyle f=F(\rho ,E,\nu ,l_{1},l_{2},\ldots ,l_{N}).}
Если используется класс систем единиц LMT, то в качестве величин с независимыми размерностями можно, например, выбрать {\displaystyle \rho }, {\displaystyle E} и {\displaystyle l_{1}} (выбранные величины, входящие в максимальную размерно-независимую подсистему, подчеркнуты):
{\displaystyle f=F({\underline {\rho }},{\underline {E_{\!}}},\nu ,{\underline {l_{1}}},l_{2},\ldots ,l_{N}),}
и применение пи-теоремы даёт
{\displaystyle {\frac {fl_{1}}{\sqrt {E/\rho }}}=G\left(\nu ,{\frac {l_{2}}{l_{1}}},{\frac {l_{3}}{l_{1}}},\ldots ,{\frac {l_{N}}{l_{1}}}\right).}
Если имеются два геометрически подобных колокола из одного и того же материала, то для них аргументы функции {\displaystyle G} совпадают, поэтому отношение их частот обратно пропорционально отношению их размеров (или обратно пропорционально кубическому корню из отношения их масс). Эта закономерность подтверждается экспериментально.
Отметим, что если бы в качестве величин с независимыми размерностями были выбраны другие величины, например {\displaystyle \rho }, {\displaystyle E} и {\displaystyle l_{2}}, то применение пи-теоремы дало бы формально другой результат:
{\displaystyle {\frac {fl_{2}}{\sqrt {E/\rho }}}=H\left(\nu ,{\frac {l_{1}}{l_{2}}},{\frac {l_{3}}{l_{2}}},\ldots ,{\frac {l_{N}}{l_{2}}}\right),}
но получаемые выводы остались бы, естественно, теми же.
Сопротивление при медленном движении шара в вязкой жидкости
При медленном (при малых числах Рейнольдса) стационарном движении сферы в вязкой жидкости величина силы сопротивления {\displaystyle F} зависит от вязкости жидкости {\displaystyle \mu }, а также от скорости {\displaystyle V} и радиуса {\displaystyle R} сферы (плотность жидкости не входит в число определяющих параметров, так как при малых скоростях влияние инерции жидкости пренебрежимо мало). Применяя к зависимости
{\displaystyle F=f(\mu ,V,R)}
пи-теорему, получаем
{\displaystyle {\frac {F}{\mu VR}}={\text{const}},}
т. е. в этой задаче сила сопротивления находится с точностью до константы. Значение константы из соображений размерности не находится (решение соответствующей гидродинамической задачи даёт для константы значение {\displaystyle 6\pi }, которое подтверждается экспериментально).